# برستون سميث
برستون سميث (بالإنجليزية: Preston Smith)‏ هو مدير فني أمريكي، ولد في 17 مايو 1871 في هاميلتون في الولايات المتحدة، وتوفي في 16 ديسمبر 1945 في Cranford, New Jersey ‏ في الولايات المتحدة.